# Stazione di Antignano
La stazione di Antignano è uno scalo ferroviario sito a Livorno, nel quartiere di Antignano.
Si trova lungo la ferrovia Tirrenica, a sud delle stazioni di Livorno Centrale ed Ardenza.

## Storia
La costruzione della stazione risale ai primi anni del XX secolo, quando fu completata la tratta costiera tra Livorno e Vada (località posta tra Cecina e Rosignano Marittimo).
A quei tempi l'abitato di Antignano costituiva un villaggio isolato dalla città e per questo la stazione venne denominata semplicemente col nome del borgo, senza essere preceduta dal prefisso "Livorno": questa particolarità è rimasta ancor oggi, malgrado l'abitato sia da molti decenni un quartiere di Livorno, precisamente il più meridionale, distante solo pochi chilometri dal centro.

## Strutture e impianti
La stazione, non presidiata, è costituita da un fabbricato viaggiatori molto semplice: a pianta rettangolare, si eleva su due piani ed è chiuso alla sommità da una copertura piana.
L'edificio precede i due binari di corsa: non vi sono altri binari di raddoppio e l'impianto è dotato di un sottopassaggio per permettere l'accesso al marciapiede più distante, dove è presente una piccola pensilina. Lo scalo dispone anche di un piccolo fabbricato per i servizi igienici in disuso.
Ad oggi, alcuni vani della stazione risultano ceduti in comodato d'uso ad un'associazione sportiva.

## Movimento
La stazione è servita da relazioni regionali Trenitalia svolte nell'ambito dei contratti di servizio stipulati con la Regione Toscana, denominati "Memorario".

## Servizi
La stazione è classificata da RFI nella categoria ''Bronze" e dispone dei seguenti servizi:
- Biglietteria automatica
- Sala d'attesa